# Szymon Hiżycki
Szymon Hiżycki OSB (ur. 7 lipca 1980 w Krakowie) – polski benedyktyn, w latach 2015-2025 opat klasztoru oo. Benedyktynów w Tyńcu.

## Życiorys
Pochodzi z Rabki. W swojej rodzinnej miejscowości ukończył Liceum Ogólnokształcące im. Eugeniusza Romera. Będąc ucziem tej szkoły zdobył tytuł laureata Ogólnopolskiej Olimpiady Literatury i Języka Polskiego. Do zakonu wstąpił po maturze w wieku 19 lat. Studiował teologię oraz filologię klasyczną. W klasztorze pełnił funkcję opiekuna ministrantów, duszpasterza akademickiego, bibliotekarza i rektora studiów. Do momentu wyboru na urząd opacki był także mistrzem nowicjatu tynieckiego. Był najmłodszym opatem w historii powojennego Tyńca.
74. przełożony benedyktyńskiego opactwa jest doktorem teologii i specjalistą z zakresu starożytnego monastycyzmu (specjalistyczne studia z zakresu starożytnego monastycyzmu odbył w kolegium św. Anzelma w Rzymie; uczył się starożytnych języków: koptyjskiego, syryjskiego). Jest miłośnikiem literatury klasycznej i Ojców Kościoła. Szczególnie interesuje się postacią Ewagriusza z Pontu, jednego z najważniejszych starożytnych mistrzów duchowych. Wiele lat spędził podejmując naukę za granicą: w USA, Belgii i Francji. Wykłada w Kolegium Teologiczno-Filozoficznym oo. Dominikanów. Jest też autorem licznych artykułów (m.in. na portalu „PS-PO” – obecnie przekształconym w kanał na YouTube oraz portal CSPB) i książek.
O. Hiżycki został wybrany na nowego przełożonego dnia 23 stycznia 2015 roku przez liczącą 37 braci benedyktyńską wspólnotę w Tyńcu. Benedykcja, czyli uroczyste wprowadzenie na urząd i błogosławieństwo nowego opata, odbyła się 21 marca podczas Mszy świętej. Wyborom opackim przewodniczył o. Ansgar Schmidt, opat prezes Kongregacji Zwiastowania, do której należy opactwo tynieckie. 17 stycznia 2023 roku ponowie wybrany na trwającą 8 lat kadencję opata klasztoru. 9 kwietnia 2025 roku zrezygnował z funkcji opata w związku z „poważnym osobistym kryzysem wewnętrznym”. Od tego momentu mieszka poza wspólnotą zakonną, ale miejsce jego przebywania nie zostało podane do publicznej wiadomości. 

## Publikacje
- Apokalipsa Bożego Narodzenia
- Dziennik z czasu zarazy
- Słowo jest blisko ciebie
- Kierownictwo duchowe według Ojców Pustyni
- Medalik świętego Benedykta
- Pomiędzy grzechem a myślą
- Modlitwa Jezusowa. Bardzo krótkie wprowadzenie
- Cywilizacja psałterza. Studia nad Regułą św. Benedykta